# Cordéac
Cordéac är en kommun i departementet Isère i regionen Auvergne-Rhône-Alpes i sydöstra Frankrike. Kommunen ligger i kantonen Mens som tillhör arrondissementet Grenoble. År 2018 hade Cordéac 210 invånare.

## Befolkningsutveckling
Antalet invånare i kommunen Cordéac
Referens:INSEE